# Questo è un grande Paese
Questo è un grande Paese è un singolo del gruppo musicale italiano Lo Stato Sociale, con la collaborazione di Piotta, pubblicato il 1º maggio 2014 come secondo estratto dall'album L'Italia peggiore.

## Video musicale
Il videoclip del brano, realizzato dal fumettista Sio con i personaggi animati tratti dalla sua serie Scottecs, è stato diffuso in anteprima streaming il 30 aprile 2014 sul sito del Fatto Quotidiano, e poi pubblicato il giorno successivo sul canale YouTube dello stesso Sio.

## Tracce
1. Questo è un grande Paese – 4:22